# Phaio impellucida
Phaio impellucida är en fjärilsart som beskrevs av Max Wilhelm Karl Draudt. Phaio impellucida ingår i släktet Phaio och familjen björnspinnare. Inga underarter finns listade i Catalogue of Life.